# Vaida Pacauskienė
Vaida Pacauskienė, z domu Zagurskytė (ur. 23 maja 1979 w Kownie) – litewska koszykarka, występująca na pozycji rzucającej, reprezentantka kraju.

## Osiągnięcia
Na podstawie, o ile nie zaznaczono inaczej..

### NJCAA
- Zaliczona do I składu:
  - NJCAA All-Americans (2002)
  - turnieju NJCAA (2002)

### NCAA
- Zaliczona do:
  - I składu debiutantek konferencji Western Athletic (WAC – 2003)
  - II składu WAC (2004)[4]

### Drużynowe
- Wicemistrzyni Litwy (2009)[5]
- Uczestniczka międzynarodowych rozgrywek Eurocup (2008/2009)

### Indywidualne
(* – nagrody przyznane przez portal eurobasket.com)
- Zaliczona do II składu ligi litewskiej (2009)*[5]

### Reprezentacja
Seniorska
- Uczestniczka mistrzostw Europy (2005 – 4. miejsce, 2007 – 6. miejsce, 2009 – 11. miejsce)

Młodzieżowa
- Uczestniczka mistrzostw Europy U–18 (1996)